# Englische Cricket-Nationalmannschaft in Südafrika in der Saison 1913/14
Die Tour der englischen Cricket-Nationalmannschaft nach Südafrika in der Saison 1913/14 fand vom 13. Dezember 1913 bis zum 3. März 1914. Die internationale Cricket-Tour war Bestandteil der Internationalen Cricket-Saison 1913/14 und umfasste fünf Tests. England gewann die Serie 4–0.

## Vorgeschichte
Für beide Mannschaften war es die erste Tour der Saison.
Das letzte Aufeinandertreffen der beiden Mannschaften bei einer Tour fand beim Triangular Tournament 1912 in England statt.

## Stadien
Die folgenden Stadien wurden für die Tour als Austragungsort vorgesehen:
| Stadion                    | Stadt          | Kapazität | Spiele       |
| -------------------------- | -------------- | --------- | ------------ |
| Lord’s No. 1 Ground        | Durban         |           | 1. & 4. Test |
| Old Wanderers No. 1 Ground | Johannesburg   |           | 2. & 3. Test |
| St George’s Park           | Port Elizabeth | 19.000    | 3. Test      |

## Kaderlisten
Die Mannschaften benannten die folgenden Kader:
| Test | Test |
| Südafrika | England |
| --- | --- |
| - Herbie Taylor (K) - Harold Baumgartner - Rolland Beaumont - Jimmy Blanckenberg - Claude Carter - Horace Chapman - Alfred Cooper - Joe Cox - Cec Dixon - Philip Hands - Reginald Hands - Gerald Hartigan - Plum Lewis - Bill Lundie - Claude Newberry - Dave Nourse - Louis Tancred - Doodles Tapscott - Dan Taylor - Len Tuckett - Tommy Ward (wk) - Billy Zulch - Fred le Roux | - Johnny Douglas (K) - Sydney Barnes - Morice Bird - Major Booth - J. W. Hearne - Jack Hobbs - Phil Mead - Albert Relf - Wilfred Rhodes - Tiger Smith - Bert Strudwick (wk) - Lionel Tennyson - Frank Woolley |

## Tests

### Erster Test in Durban
| 13. – 17. Dezember Scorecard | Durban | Südafrika 182 (56.4) & 111 (52.2)              | – | England 450 (144.4) |
|                              |        | England gewinnt mit einem Innings und 157 Runs |   |                     |

Südafrika gewann den Münzwurf und entschied sich als Schlagmannschaft zu beginnen. Für sie etablierte sich Eröffnungs-Batter Herbie Taylor und an seiner Seite erreichte Dave Nourse 19 und Herold Baumgartner 16 Runs, bevor er selbst nach einem Century über 109 Runs sein Wicket verlor. Kurz darauf endete das Innings nach 182 Runs. Bester englischer Bowler war Sydney Barnes mit 5 Wickets für 57 Runs. Für England bildeten die Eröffnungs-Batter Jack Hobbs und Wilfred Rhodes eine Partnerschaft. Rhodes schied nach 18 Runs aus und nachdem Lionel Tennyson ins spiel kam endete der Tag beim Stand von 94/2. Nach einem Ruhetag verlor Hobbs sein Wicket nach einem Fifty über 82 Runs und wurde durch Phil Mead ersetzt. Tennyson gelang ein Fifty über 52 Runs und wurde gefolgt durch Johnny Douglas. Nachdem Mead nach 41 Runs ausgeschieden war erreichte Frank Woolley 31 Runs und Morice Bird ein Fifty über 61 Runs. Nachdem Major Booth aufs Feld kam endete der Tag beim stand von 419/7. Am dritten Spieltag verlor Booth sein Wicket nach 14 Runs und kurz darauf schied Douglas nach einem Century über 119 Runs aus. Der Vorsprung nach dem ersten Innings für England betrug 268 Runs. Beste australische Bowler mit jeweils zwei Wickets waren Dave Nourse (für 74 Runs), Harold Baumgartner (für 99 Runs) und Joe Cox für 123 Runs. Südafrika verlor bis zum Tagesende beim stand von 18/0 kein Wicket mehr. Am vierten Spieltag schied Eröffnungs-Batter Philip Hands nach 14 und Gerald Hartigan nach 13 Runs aus, bevor Dave Nourse zusammen mit Tommy Ward eine Partnerschaft formte. Nourse gelangen 46 Runs und Ward 12 Runs, bevor das Innings kurz darauf mit einer Niederlage für Südafrika endete. Beste englische Bowler waren Sydney Barnes mit 5 Wickets für 48 Runs und Albert Relf mit 3 Wickets für 31 Runs.

### Zweiter Test in Johannesburg
| 26. – 30. Dezember Scorecard | Johannesburg | Südafrika 160 (62.5) & 231 (83.4)             | – | England 403 (135) |
|                              |              | England gewinnt mit einem Innings und 12 Runs |   |                   |

Südafrika gewann den Münzwurf und entschied sich als Schlagmannschaft zu beginnen. Für sie bildeten die Eröffnungs-Batter Billy Zulch und Herbie Taylor eine Partnerschaft. Zulch schied nach 14 Runs aus und wurde durch Dave Nourse ersetzt. Dem folgte Louis Tancred und Taylor erreichte 29 Runs. Nachdem sich Gerald Hartigan etablierte verlor Tancred sein Wicket nach 13 Runs. Dem hineinkommenden Tommy Ward gelangen 19 Runs, woraufhin kurz darauf Hartigan nach einem Fifty über 51 Runs sein Wicket verlor und das Innings nach 160 Runs endete. Bester englischer Bowler war Sydney Barnes mit 8 Wickets für 56 Runs. Damit endete auch der erste Spieltag. Am zweiten Spieltag bildeten Wilfred Rhodes und Albert Reif die Eröffnungs-Partnerschaft für England. Reif erreichte ein Fifty über 63 Runs und dem hineinkommenden Jack Hobbs gelangen 23 Runs. Daraufhin kam Phil Mead ins Spiel und der Tag endete beim Stand von 317/2. Nach einem Ruhetag verlor am dritten Tag Rhodes nach einem Century über 152 Runs sein Wicket. Lionel Tennyson erzielte daraufhin 13 Runs, bevor auch Mead nach einem Century über 102 Runs ausschied. Von den verbliebenen Battern konnte Bert Strudwick 14 Runs erreichen, so dass das Innings mit einem Vorsprung von 243 Runs endete. Beste südafrikanische Bowler waren Jimmy Blanckenberg mit 5 Wicket sfür 83 Runs und Claude Newberry mit 3 Wickets für 93 Runs. Für Südafrika begannen erneut Billy Zulch und Herbie Taylor. Taylor erzielte dabei 40 Runs und Zulch 34 weitere. Daraufhin kam Dave Nourse ins Spiel an dessen Seite sich Philip Hands etablierte und den tag beim Stand von 177/4 beendete. Am vierten Spieltag schied Hands nach 40 Runs aus. Diesem folgte Louis Tancred, bevor Nourse nach einem Fifty über 56 Runs sein Wicket verlor. Jimmy Blanckenberg konnte dann noch 12* Runs erreichen bis das letzte Wicket fiel, jedoch reichte dieses nicht mehr um England an den Schlag zu bringen. Bester englischer Bowler war Sydney Barnes mit 9 Wickets für 103 Runs.

### Dritter Test in Johannesburg
| 1. – 5. Januar Scorecard | Johannesburg | England 238 (80.1) & 308 (93.3) | – | Südafrika 151 (61.5) & 304 (109.4) |
|                          |              | England gewinnt mit 91 Runs     |   |                                    |

England gewann den Münzwurf und entschied sich als Schlagmannschaft zu beginnen. Für sie begannen Jack Hobbs und Wilfred Rhodes als Eröffnungs-Partnerschaft. Rhodes schied nach 35 Runs aus und der ihm folgende J. W. Hearne nach 27. Hobbs verlor sein Wicket daraufhin nach einem Fifty über 92 Runs. In der Folge bildeten Lionel Tennyson und Johnny Douglas eine weitere Partnerschaft. Tennyson erreichte 21 Run und Douglas verlor das letzte Wicket des Innings nach 30 Runs, womit er das Ergebnis auf 238 Runs erhöhte. Beste südafrikanische Bowler waren Herbie Taylor mit 3 Wickets für 15 Runs und Jimmy Blanckenberg mit 3 Wickets für 54 Runs. Für Südafrika bildeten die Eröffnungs-Batter Herbie Taylor und Billy Zulch eine Partnerschaft und beendeten den Tag beim Stand von 12/0. Am zweiten Spieltag schied Taylor nach 14 Runs und der ihm folgende Tommy Ward erreichte 15 Runs. Zulch konnte 38 Runs erzielen, woraufhin Philip Hands und Gerald Hartigan eine Partnerschaft formten. Hands gelangen 26 Runs und wurde durch Claude Newberry ersetzt. Hartigan konnte 18 Runs erzielen, bevor Newberry das letzte Wicket des Innings nach 15 Runs verlor und damit der Rückstand für Südafrika nach dem ersten Innings bei 88 Runs stand. Beste englische Bowler waren J. W. Hearne mit 5 Wickets für 49 Runs und Sydney Barnes mit 3 Wickets für 26 Runs. Für England bildete in ihrem zweiten Innings Eröffnungs-Batter Jack Hobbs zusammen mit dem dritten Schlagmann Phil Mead eine Partnerschaft. Hobbs erreichte 41 Runs und nachdem Johnny Douglas aufs Feld kam endete der Tag beim Stand von 117/3. Am dritten Spieltag verlor Mead nach einem Fifty über 86 Runs sein Wicket, woraufhin Frank Woolley aufs Feld kam. Douglas erzielte ebenfalls ein Fifty über 77 Runs und wurde durch Albert Relf ersetzt. Wolley konnte 37 Runs erzielen und Reif 25, bevor Morice Bird das Innings ungeschlagen mit 20+ Runs beendete und so die Vorgabe für Südafrika uf 396 Runs festlegte. Beste südafrikanische Bowler waren Claude Newberry mit 4 Wickets für 72 Runs und Jimmy Blanckenburg mit 3 Wickets für 66 Runs. In ihrem zweiten Innings begannen für Südafrika abermals Herbie Taylor und Billy Zulch die den Tag beim Stand von 132/0 beendeten. Nach einem Ruhetag gelang Taylor am vierten pieltag ein Fifty über 70 Runs und Zulch ein ebensolches über 82 Runs. Daraufhin kam Tommy Ward auf Feld. An seiner Seite erzielte Claude Newberry 13 Runs und nachdem Jimmy Blanckenburg aufs Feld kam verlor Ward sein Wicket nach 40 Runs. Blanckenburg verlor das letzte Wicket des Spiels nach einem Fifty über 59 Runs, womit er die Vorgabe jedloch verpasste. Bester englischer Bowler war Sydney Barnes mit 5 Wickets für 102 Runs.

### Vierter Test in Durban
| 14. – 18. Februar Scorecard | Durban | Südafrika 170 (68.5) & 305-9d (102) | – | England 163 (75) & 154-5 (80) |
|                             |        | Remis                               |   |                               |

Südafrika gewann den Münzwurf und entschied sich als Schlagmannschaft zu beginnen. Für sie bildete Eröffnungs-Batter Herbie Taylor zusammen mit dem dritten Schlagmann Dan Taylor eine Partnerschaft. Herbie Taylor erreichte 16 Runs und nachdem Philip Hands aufs Feld kam, schied Dan Taylor nach 36 Runs aus. Daraufhin kam Horace Chapman aufs Feld und Hands verlor sein Wicket nach einem Fifty über 51 Runs. Dieser wurde durch Claude Carter ersetzt, woraufhin der Tag beim Stand von 162/8 endete. Nach einem Ruhetag schied Chapman nach 17 Runs aus und Cartner beendete das Innings ungeschlagen mit 19* Runs. Beste englische Bowler waren Sydney Barnes mit 7 Wickets für 56 Runs und Wilfred Rhodes mit 3 Wickets für 33 Runs. Für England formten die Eröffnungs-Batter Jack Hobbs und Wilfred Rhodes eine Partnerschaft. Hobbs gelang ein Fifty über 64 Runs und kurz darauf schied Rhodes nach 22 Runs aus. Der hineinkommenden Phil Mead erzielte 31 Runs und von den verbliebenen battern konnte Albert Relf 11 Runs erreichen, bevor das Innings mit einem Rückstand von 7 Runs für England endete. Bester südafrikanischer Bowler war Claude Carter mit 6 Wickets für 50 Runs. Für Südafrika bildeten in ihrem zweiten Inning Herbie und Dan Taylor eine Partnerschaft und der tag endete beim Stand von 32/1. Am dritten Spieltag wurde Dan Taylor nach 36 Runs durch Dave Nourse ersetzt. Herbie Taylor schied nach einem Fifty über 93 Runs aus und Nourse konnte daraufhin 45 Runs erreichen. Die folgende Partnerschaft formten Claude Newberry und Claude Carter. Newbery gelangen 16 Runs und nachdem Horace Chapman aufs Feld gekommen war, endete der Tag beim stand von 249/7. Am vierten Tag verlor Carter sein Wicket nach 45 Runs und nachdem Jimmy Blanckenberg 13 Runs erzielte folgte ihm Joe Cox. Daraufhin deklarierte Südafrika das Innings mit einer Vorgabe von 313 Runs für England. Chapman hatte bis dahin 16* Runs und Cox 12* Runs erreicht. Bester englischer Bowler war Sydney Barnes mit 7 Wickets für 88 Runs. Für England bildeten die Eröffnungs-Batter Jack Hobbs und Wilfred Rhodes eine Partnerschaft. Hobbs erreichte ein Fifty über 97 Runs und Rhodes 35 Runs, und auch wenn England in der Folge mehrere wickets verlor konnten sie das Remis retten. Bester südafrikanischer Bowler war Jimmy Blanckenberg mit 3 Wickets für 43 Runs.

### Fünfter Test in Port Elizabeth
| 27. Februar – 3. März Scorecard | Port Elizabeth | Südafrika 193 (65.4) & 228 (95.1) | – | England 411 (144.3) & 11-0 (2.1) |
|                                 |                | England gewinnt mit 10 Wickets    |   |                                  |

Südafrika gewann den Münzwurf und entschied sich als Schlagmannschaft zu beginnen. Für sie bildeten die Eröffnungs-Batter Herbie Taylor und Billy Zulch. Zulch erreichte 11 Runs und der hineinkommende Dan Taylor 12 Runs. Daraufhin folgte ihm Dave Nourse und Herbie Taylor verlor sein Wicket nach 42 Runs. Dieser wurde durch Philip Hands ersetzt und Nourse schied nach 28 Runs aus. An der Seite von Hands erreichte Claude Newberry 11 Runs und Hands verlor das letzte Wicket des Innings nach einem Fifty über 83 Runs. Beste englische Bowler waren Johnny Douglas mit 4 Wickets für 14 Runs und Frank Wooley mit 3 Wickets für 71 Runs. Für England formten die Eröffnungs-Batter Jack Hobbs und Wilfred Rhodes eine Partnerschaft. Hobbs erreichte 33 Runs, woraufhin der Tag beim Stand von 48/1 endete. Am zweiten Tag kam J. W. Hearne ins Spiel und Rhodes schied nach 27 Runs aus. Ihm folgte Phil Mead und nachdem Hearne 32 Runs erreichte, gelang Frank Woolley ein Fifty über 54 Run und Johnny Douglas 30 Runs. Nachdem Lionel Tennyson aufs Feld kam, schied mead nach einem Century über 117 Runs aus. Nachdem Major Booth ins Spiel kam endete der tag beim Stand von 357/8. Nach einem Ruhetag schied Tennyson nach 23 Runs aus und wurde durch Albert Reif ersetzt. Booth verlor das letzte Wicket des Innings nach 32 Runs, als Reif 23* Runs erzielt hatte und der Vorsprung für England 218 Runs betrug. Bester südafrikanischer Bowler war Bill Lundie mit 4 Wickets für 101 Runs. Südafrika begann das zweite Innings abermals mit Herbie Taylor und Billy Zulch. Taylor schied nach einem Fifty über 87 Runs aus und wurde gefolgt durch Philip Hands. Zulch verlor sein wicket nach 60 Runs und hands schied nach 49 Runs aus. Da Innings endete daraufhin mit einer Vorgabe von 11 Runs für England. Beste englische Bowler waren Major Booth mit 4 Wickets für 49 Runs und Morice Bird mit 3 Wickets für 38 Runs. Für England konnte Jack Hobbs dann die 11 Runs im dritten Over erzielen und so gewann England das Spiel.

## Statistiken
Die folgenden Cricketstatistiken wurden bei dieser Tour erzielt.
| Tests              | Tests      | Tests   | Tests   | Tests   | Tests   | Tests   | Tests   | Tests   |
| Batting            | Batting    | Batting | Batting | Batting | Batting | Batting | Batting | Batting |
| Spieler            | Mannschaft | Spiele  | Innings | Runs    | Average | HS      | 100s    | 50s     |
| ------------------ | ---------- | ------- | ------- | ------- | ------- | ------- | ------- | ------- |
| Herbie Taylor      | Südafrika  | 5       | 10      | 508     | 50,80   | 109     | 1       | 3       |
| Jack Hobbs         | England    | 5       | 8       | 443     | 63,28   | 97      | 0       | 4       |
| Phil Mead          | England    | 5       | 7       | 378     | 54,00   | 117     | 2       | 1       |
| Wilfred Rhodes     | England    | 5       | 8       | 289     | 41,28   | 152     | 1       | 0       |
| Philip Hands       | Südafrika  | 5       | 10      | 281     | 28,10   | 83      | 0       | 2       |
| Bowling            |            |         |         |         |         |         |         |         |
| Spieler            | Mannschaft | Spiele  | Overs   | Wickets | Average | BBI     | 5W      | 10W     |
| Sydney Barnes      | England    | 5       | 226.0   | 49      | 10,93   | 9/103   | 7       | 3       |
| Jimmy Blanckenberg | Südafrika  | 4       | 171.4   | 19      | 22,52   | 5/83    | 1       | 0       |
| Claude Newberry    | Südafrika  | 5       | 93.0    | 11      | 24,36   | 4/72    | 0       | 0       |
| Albert Relf        | England    | 5       | 129.3   | 10      | 22,70   | 3/31    | 0       | 0       |
| Johnny Douglas     | England    | 2       | 74.2    | 10      | 23,90   | 4/14    | 0       | 0       |